# 紫式部日记

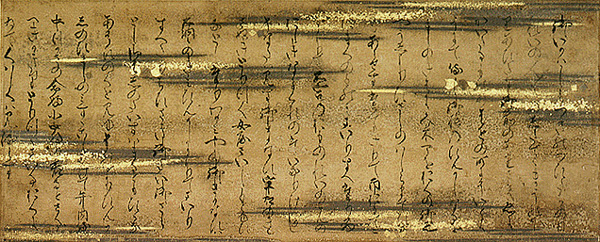
紫式部日记绘卷（五島美術館藏，日本国宝）

《紫式部日记》（日语：／ Murasaki Shikibu Nikki）是日本平安时代女作家紫式部创作的日记。共二卷。

## 历史
古抄本大多标题为《紫日记》，室町时代的《源氏物语》注释书《河海抄》记录有“紫记”、“紫式部が日記”、“紫日记”、“紫式部假名记”等各种名称。
一般认为成书于宽弘7年（1010年）秋。13世纪（镰仓时代）产生了《紫式部日记绘卷》（作者不详）。另外，《荣花物语》和《紫式部日记》部分文章完全相同，《荣花物语》后记中提到部分文章摘录自《紫式部日记》。
中世纪对《源氏物语》的研究中《紫式部日记》几乎没有被重视，直到江户时代安藤為章《紫家七论》中指出《紫式部日记》是研究《源氏物语》的第一资料。
由于《源氏物语》首次在文献中提到是在《紫式部日记》（1008年11月1日），故千年后的2008年举办了源氏物語千年纪，又把11月1日定为古典之日。

## 内容构成
紫式部在日记中记述了从寛弘5年（1008年）秋至寛弘7年（1010年）正月间自己在中宫藤原彰子身边担任女官的经历、见闻和感想。
日记基本上由三部分构成：

## 原文出版
- 『紫式部日記』　池田亀鑑・秋山虔、岩波文庫、1964年1月、ISBN 978-4003001578。
- 『紫式部日記』上、宮崎荘平、講談社学術文庫、2002年7月、ISBN 978-4061595538。
- 『紫式部日記』下、宮崎荘平、講談社学術文庫、2002年8月、ISBN 978-4061595545。
- 『紫式部日記』　小谷野純一、笠間書院〈笠間文庫　原文＆現代語訳シリーズ〉、2007年4月、ISBN 978-4-305-70420-7。
- 『新編　日本古典文学全集26 和泉式部日記 紫式部日記 更級日記 讃岐典侍日記』　藤岡忠美・中野幸一・犬養廉・石井文夫、小学館、1994年8月、ISBN 4096580260。
- 『新日本古典文学大系 土佐日記　蜻蛉日記　紫式部日記　更級日記』　長谷川政春・今西祐一郎・伊藤博・吉岡曠、岩波書店、1989年11月、ISBN 4-00-240024-7。

## 翻译版本
- 土耳其语: Murasaki Shikibu'nun Günlüğü [Turkiye Is Bankasi Kultur Yayinlari]、2009年3月、ISBN 978-9944-88-601-7；ISBN 978-9944-88-600-0。

## 関連項目
- 紫式部日記绘卷
- 日本的中古文学史
- 古典之日